# Jaaukanigás
Jaaukanigás es un humedal ubicado en el río Paraná medio, al noreste de la provincia de Santa Fe, Argentina, en el Departamento General Obligado. Es un complejo de cursos de agua, lagunas, estanques, pantanos de agua dulce permanentes y pastizales inundados estacionalmente, con una importante biodiversidad. Fue declarado el 10 de octubre de 2001 sitio Ramsar n.º 1112, el noveno en la Argentina, con la categoría de humedal de importancia internacional.
Tiene una superficie de 492 000ha. Limita al norte con el paralelo 28º -límite entre las provincias de Chaco y Santa Fe, y límite sur del sitio Ramsar Humedales Chaco-; al oeste con la Ruta Provincial 1 y la Ruta Nacional 11; al sur con el arroyo Malabrigo; y al este con el canal de navegación del río Paraná, límite entre las provincias de Corrientes y Santa Fe. 
En lengua abipona «jaaukanigas» significa «gente del agua».

## Toponimia
Corresponde a una parcialidad de los abipones que habitó los humedales del Chaco Austral y más específicamente (al menos en el siglo XV d. C.) el valle bajo del río Paraná y sus afluentes. Según Martin Dobrizhoffer, los abipones estaban divididos en tres grupos: los rükahes o riucajes en las llanuras, los nakaigetergehes o nacaigueterguejes en los claros de los bosques y los yaaucanigas o jaucanigas o jaaukanigás (la "j" se debe pronunciar como "y") en las zonas bajas (de humedales) cercanas a los ríos.

## Objetivos
Preservar la biodiversidad y las condiciones naturales de los bajos submeridionales del Río Paraná, y conservar y mantener las actividades humanas en forma compatible con la diversidad biológica.

## Valor natural
La fauna y flora de Jaaukanigás está compuesta por unas 699 especies de vertebrados y 882 especies de plantas.

### Flora
Algunas de las especies son el quebracho colorado, el guayacán, el mistol, el sacha poroto, el palo cruz, el algarrobo negro, el ambay, el ingá, el sangre de drago, el canelón, el timbó blanco y el colorado, y el ivirá-puitá.

### Fauna
- Mamíferos: en la zona son frecuentes carnívoros como el aguará guazú, el zorro de monte, el lobito de río, el puma, o el aguará popé. Otros mamíferos son el guazuncho o corzuela parda, el tamanduá, el carpincho y el mono aullador o carayá. El yaguareté era común hasta la primera mitad del recién pasado siglo XX pero fue exterminado por acción humana.
- Reptiles: entre ellos, los yacarés overo y negro, la anaconda amarilla o curiyú, el lagarto overo o tegu argentino, la coral chaqueña o la yarará negra o crucera. También se pueden encontrar tortugas de laguna.
- Aves: debido a la abundancia de agua, muchas especies de aves acuáticas se encuentran en la región: anátidos como el coscoroba, el pato picazo, el sirirí colorado, el sirirí cariblanco y el sirirí vientre negro; macáes, gaviotas, gaviotines, garzas incluyendo la rara garcita azul, cigüeñas como el yabirú o la americana, entre otros. Algunas de las rapaces diurnas más representativas son el águila negra, el aguilucho colorado, el aguilucho pampa o el carancho. Entre los pájaros más abundantes están el jilguero dorado, la cardenilla, el cardenal copete rojo o el pepitero gris. Varias especies de furnáridos están presentes en la zona.
- Peces: existen más de 240 especies asociadas a la cuenca del Paraná entre ellas el pacú, el sábalo, el surubí, el dorado, el manguruyú y el patí.

### Especies vulnerables o en peligro de extinción
Considerando solamente las especies que habitan la reserva, ya que pueden tener otro grado de amenaza según el territorio que se considere, son especies vulnerables el yacaré overo, el yacaré negro, la boa (comestible por el hombre) llamada curiyú y el pato criollo, y están en peligro de extinción el aguará guazú, el lobito de río y el ciervo de los pantanos.

## Valor arqueológico y paleontológico
Existen yacimientos arqueológicos conteniendo tumbas, hornos, flechas y otros elementos que documentan el poblamiento de la etnia aborigen de la zona, los abipones, y debajo de la ciudad de Reconquista se encuentran las ruinas de reducciones jesuíticas. Ha habido numerosos hallazgos de fósiles de mastodontes, gliptodontes y megaterios.

## Actividades humanas
La actividad económica en el área incluye la ganadería extensiva y la agricultura basada en cultivos como caña de azúcar, algodón, girasol y soja. A nivel comercial la caza y la pesca constituyen una fuente de ingresos para un 50% de la población regional. Existe una importante actividad industrial relacionada con la producción primaria de la zona. La pesca deportiva y el turismo ecológico son también actividades económicas importantes.